# Резолюция 230 на Съвета за сигурност на ООН
Резолюция 230 на Съвета за сигурност на ООН е приета единодушно на 7 декември 1966 г. по повод молбата на Барбадос за членство в ООН. С Резолюция 230 Съветът за сигурност препоръчва на Общото събрание на ООН Барбадос да бъде приет за член на Организацията на обединените нации.